# Fäbodtärnan
Fäbodtärnan är en sjö i Gävle kommun i Gästrikland och ingår i Gavleåns huvudavrinningsområde. Sjön har en area på 0,0248 kvadratkilometer och ligger 71 meter över havet. Fäbodtärnan ligger i Myrar öster om Öjaren Natura 2000-område.